# Eisenbahnunfall bei Frankford Junction
Der Eisenbahnunfall bei Frankford Junction wurde von einem erhitzten Achslager eines Personenwagens des Congressional Limited, des „Flaggschiffs“ der Pennsylvania Railroad, am 6. September 1943 bei Frankford Junction im Stadtteil Kensington (Philadelphia) von Philadelphia, Pennsylvania, verursacht. 79 Menschen starben, über 117 wurden verletzt, einige davon schwer.

## Ausgangslage
Der Congressional Limited befuhr die Strecke zwischen Washington D.C. und New York mehrmals täglich mit der für damalige Verhältnisse sehr hohen Durchschnittsgeschwindigkeit von 110 km/h. Da es das um den Labour Day verlängerte Wochenende war, wurde der Zug wegen des Andrangs von Reisenden mit einer Garnitur von 16 Wagen gefahren. Er verließ die Washington Union Station mit 541 Fahrgästen um 16 Uhr. Gezogen wurde der Zug von einer Elektrolokomotive der Baureihe GG1. Der regelmäßige Zwischenhalt in Newark, New Jersey, sollte bei diesem speziellen Zug ausfallen und der Zug bis New York Pennsylvania Station durchfahren.

## Unfallhergang
Bei der Durchfahrt des Zuges im Bahnhof North Philadelphia fuhr der Zug leicht vor Plan und der Aufsichtsbeamte beobachtete nichts Außergewöhnliches. Arbeiter eines Bahnbetriebswerks, an dem der Zug kurz darauf vorbeifuhr, bemerkten Flammen, die aus einem Achslager schlugen, ein Heißläufer. Sie telefonierten zur nächsten Blockstelle, Frankford Junction. Es war aber Sekunden zu spät. Bevor der Mitarbeiter dort etwas unternehmen konnte, fuhr der Zug schon mit einer Geschwindigkeit von 90 km/h an seinem Stellwerk vorbei. Es war 18 Uhr 06. Unmittelbar folgend gab das glühende Achslager im vorderen Drehgestell des siebten Wagens nach, die Achse sprang heraus, zerbrach und verkeilte sich unter dem Drehgestell. Der Wagen katapultierte sich dadurch in die Höhe und schlug gegen eine Signalbrücke, die den Wagen in Höhe der Fenster der Länge nach aufschlitzte. Der achte Wagen bog sich U-förmig um die Signalbrücke. Alle 79 Toten waren Reisende in diesen beiden Wagen. Die nächsten sechs Wagen entgleisten und kamen schwer beschädigt und verstreut auf dem Gleisfeld zu liegen. Die letzten beiden Wagen blieben unbeschädigt, ebenso die sechs ersten.

## Folgen
Die Bergungsarbeiten dauerten 26 Stunden. Unter den Überlebenden war der chinesische Autor Lin Yutang.
Die Unfalluntersuchung ergab, dass das Achslager erst am Morgen desselben Tages gewartet worden war. An allen Blockstellen wurden die vorbeifahrenden Züge optisch von den dort tätigen Mitarbeitern auf Heißläufer beobachtet, ebenso vom Lokpersonal, das in Kurven den der Lokomotive folgenden Zug auf Probleme hin ansah. Es konnte nie geklärt werden, warum dieser Heißläufer erst auffiel, als es bereits zu spät war.